# Großbardorf
Großbardorf is een gemeente in de Duitse deelstaat Beieren, en maakt deel uit van het Landkreis Rhön-Grabfeld.
Großbardorf telt 912 inwoners.

## Energie-onafhankelijk
In 2022 kwam het dorp in de belangstelling te staan omdat het dorp energie-onafhankelijk is. Dankzij een lokale biogascentrale, windmolens en een zonnepanelenpark wordt ruimschoots de jaarlijkse elektriciteitsbehoefte van het hele dorp opgewekt. Belangrijker is dat het bijproduct van de biogascentrale, het koelwater van de motor, het lokale warmtenet van genoeg warmte voorziet om de huizen te verwarmen. Daarmee kunnen de bewoners van de traditionele stookolie afstappen en wordt nu al 400.000 liter stookolie door 140 huishoudens bespaard.
Aubstadt ·
Bad Königshofen i.Grabfeld ·
Bad Neustadt a.d.Saale ·
Bastheim ·
Bischofsheim a.d.Rhön ·
Burglauer ·
Fladungen ·
Großbardorf ·
Großeibstadt ·
Hausen ·
Hendungen ·
Herbstadt ·
Heustreu ·
Höchheim ·
Hohenroth ·
Hollstadt ·
Mellrichstadt ·
Niederlauer ·
Nordheim v.d.Rhön ·
Oberelsbach ·
Oberstreu ·
Ostheim v.d.Rhön ·
Rödelmaier ·
Saal a.d.Saale ·
Salz ·
Sandberg ·
Schönau a.d.Brend ·
Sondheim v.d.Rhön ·
Stockheim ·
Strahlungen ·
Sulzdorf a.d.Lederhecke ·
Sulzfeld ·
Trappstadt ·
Unsleben ·
Willmars ·
Wollbach ·
Wülfershausen a.d.Saale